# 제88독립보병여단
제88독립보병여단(第88獨立步兵旅團, 러시아어: 88-я отдельная стрелковая бригада, 영어: 88th Separate Rifle Brigade) 또는 약칭 88여단(88旅團)은 소비에트 연방 극동전선군 소속의 보병여단으로, 1930년대 만주에서 활동하다 일본군의 토벌에 쫓겨 소련으로 망명한 동북항일연군 잔존세력들을 수용하기 위해 1942년 7월 창설한 부대이며, 조선민주주의인민공화국의 김일성을 비롯한 "혁명 1세대"의 모태이다. 88여단 출신의 만주파는 훗날 북한의 지배세력이 된다.

## 역사
김일성이 주도한 보천보 전투 이후 만주에서 일본군의 항일세력 토벌작전이 심화됨에 따라 동북항일연군 소속의 조선인과 중국인들은 국경을 넘어 소련으로 도피하였다.
1940년부터 1941년초까지 소련으로 망명해온 항일연군들은 보로쉴로프(오늘날의 우수리스크) 근처의 남야영(南野營)과 하바로프스크 동북쪽 70km가량 떨어진 아무르 강변 뱌츠코예(Вятское) 마을의 북야영(北野營) 두 곳에 분산 수용된다. 김일성은 1940년 10월 23일 소련으로 불법 월경하여 들어갔다가 투옥되었는데, 중국인 상관 주보중(周保中, 1902~1964)의 신원보증으로 풀려나 남야영에 들어간다. 남야영과 북야영은 각각 B 캠프와 A 캠프로도 불리는데, 보로쉴로프(Ворошилов)와 아무르(Амур)강의 이니셜을 딴 것이다. 남야영은 보로쉴로프 근처 조그만 기차역이 있는 하마탄이란 마을에 있었다고 하는데, 블라디보스톡과 우수리스크 중간쯤에 있는 오늘날의 라즈돌노예(Раздольное) 마을이다.
남야영에서 1941년 2월 16일 김정일이 태어났다. 그가 태어난 집은 라즈돌노예 마을길 88번지(2층 빨간벽돌집)로 기차역 부근이며, 지금도 남아있어 연해주 관광객들의 관광 코스로 되어 있다. 88여단 명칭은 김정일이 태어난 집주소 라즈돌노예 88번지에서 따 왔다는 설이 있다. 라즈돌노예 기차역은 스탈린이 1937년 연해주 한인들 17만여명을 중앙아시아로 강제로 실어나르던 출발지로, 고려인들의 한이 맺힌 곳이다.
소련은 장래 있을지도 모르는 일본과의 충돌을 대비하고 외교적 마찰을 피하기 위해 1942년 7월 뱌츠코예의 북야영에 남, 북야영 동북항일연군 인원들을 수용하는 88여단을 창설하였다. 물론 88여단에 속해있던 소련파 인원들은 항일운동에 직접 가담한 적이 없었다. 소련 역시 일본과의 마찰을 웬만해서 피하고 싶었기 때문이었다. 소련군 소속이었으나, 동북항일연군의 편제를 어느 정도 유지하고 있었다. 88여단을 중국인 대원들은 동북항일연군교도려(東北抗日聯軍教導旅)라 불렀다. 여단장은 중국인 주보중(周保中, 1902~1964)이나, 극동군 사령관 아파나센코 (Иосиф Апанасенко, 1890~1943) 대장과 그 후임 막심 푸르카예프(Максим Пуркаев, 1894-1953) 대장과, 그 아래 정찰국장 나움 소르킨 (Наум Соркин, 1899-1980) 소장 및 부국장 안쿠지노프 (Михаил Тихонович Анкудинов, 1905 – 1974) 대좌에게 배속되어 지휘감독을 받았다.
김일성은 88여단 창설로 1942년 7월에 라즈돌노예의 남야영에서 뱌츠코예 마을로 이주하여 대위 계급으로 1대대 대대장(營長)이 되어 8.15 해방 때까지 교육과 훈련을 받는다.
이곳에 참가한 조선인 가운데 약 60여 명이 확인되며, 이들 대부분은 소학교 중퇴자이며 김일성을 비롯한 4인이 중학교 중퇴이다. 이들은 88여단에서 1942년 7월부터 해방까지 약 3년간 복무했으며, 소비에트 민정청하에서 김일성의 측근이 되어 훗날 조선민주주의인민공화국 권력층의 핵심이 된다.
이들 중 중등교육 수준의 학력을 갖추었던 사람은 대위 김일성, 상조 임춘추, 대위 안길, 대위 김책, 중위 서철의 5인이다. 이 외의 55인의 평균학력은 소학교 3학년이다.

## 화랑

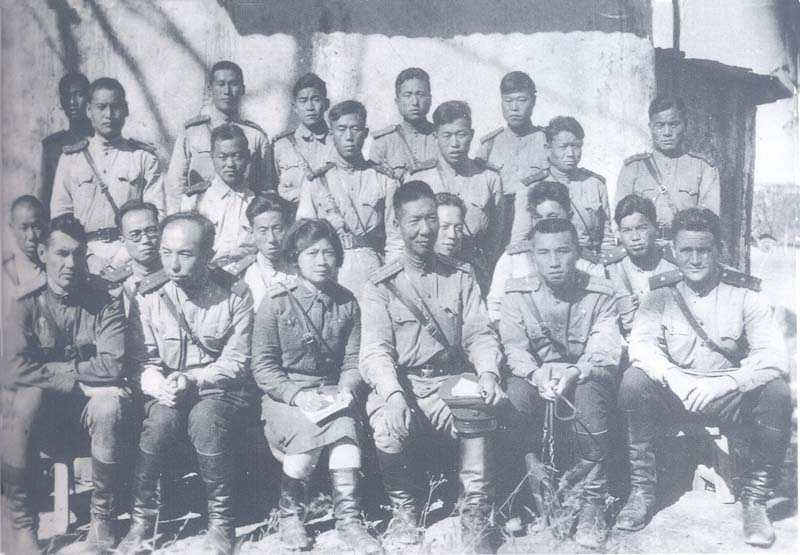
1943년 10월 5일 야전 훈련 후 촬영한 제88국제여단 대원 사진. 제1열 좌로부터：바탈린( N. S. Batalin, 巴达林, 소련), 정치 부여단장 이조린(李兆麟, 일명 張壽籛[张寿篯], 중국), 왕일지(王一知, 주보중 부인), 여단장 주보중(周保中, 중국), 김일성(金日成, 제1영장, 조선), 부여단장 시린스키(Тимофей Ширинский, 什林斯基, 1904~?) 소좌。
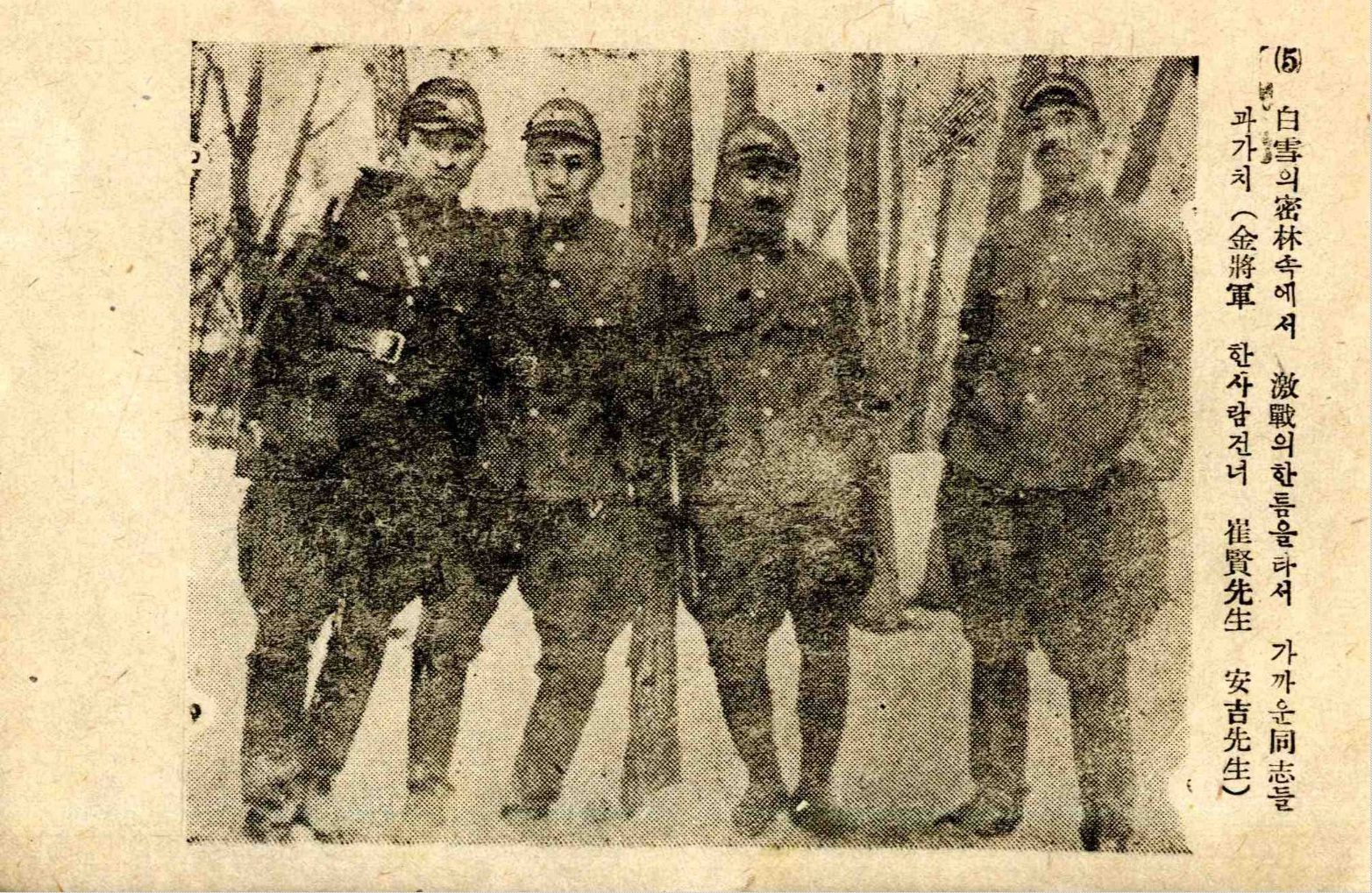
소련군 88여단 시절의 김일성과 동료들. 왼쪽부터 김일성(金日成), 계청(季青, 중국인), 최현(崔贤), 안길(安吉). 북한은 이 사진을 연속 조작하는데, 처음에는 중국인 계청만 삭제했다가 다음에는 김일성을 가운데로 이동시키고 오른 쪽으로 기울어진 자세도 바로세웠다.

## 같이 보기
- 뱌츠코예
- 김정일